# Thomisus vulnerabilis
Thomisus vulnerabilis es una especie de araña cangrejo del género Thomisus, familia Thomisidae. Fue descrita científicamente por Mello-Leitão en 1929.

## Distribución
Esta especie se encuentra en Birmania.